# Tatiana Santo Domingo
Tatiana Santo Domingo Rechulski (Nova Iorque, 24 de novembro de 1983) é uma herdeira bilionária, socialite e empresária. Ela é a esposa de Andrea Casiraghi, filho da princesa Caroline de Mônaco.
Herdou de seu pai um património líquido de 2,4 bilhões, e está na lista da Forbes como a 722 pessoa mais rica do mundo. Conhecida na imprensa por seu estilo hippie chic, é dona, com a associada "Dana Alikhani", da empresa e marca de roupas "Muzungu Sisters".

## Biografia
Passou cresceu entre as cidades de Genebra (Suíça) e Paris (França). Filha do empresário colombiano Julio Mario Santo Domingo Jr  e da socialite brasileira Vera Rechulski. Seu avô paterno é o falecido Julio Mario Santo Domingo , que foi citado como o segundo homem mais rico da Colômbia pela revista Forbes em 2011.  Julio era dono do Grupo Santo Domingo e da cervejaria colombiana Bavaria, uma das maiores cervejarias da América do Sul. Quando seu avô faleceu, ele deixou um sexto de sua riqueza para Tatiana Santo Domingo.
Possui um irmão caçula: o Julio Mario Santo Domingo III (nascido em 02 de maio de 1985), também bilionário.
Os outros herdeiros da fortuna incluem seu tio, Andres Santo Domingo que casou-se com a socialite Lauren Santo Domingo, e seu outro tio, Alejandro Santo Domingo,  diretor da Anheuser-Busch. Sua família possui uma ilha privada na costa de Cargena na Colômbia, chamada Baru, onde eventualmente organizam eventos sociais.
Tatiana frequentou a Escola Internacional de Genebra e depois se matriculou em um internato em Fontainebleau, perto de Paris, onde conheceu o seu futuro marido, Andrea Casiraghi. No entanto, de acordo com Bob Colacello ela realmente frequentou o Institut Le Rosey e a École Jeannine Manuel. Colacello também afirmou que ela tem diploma em Artes pela Universidade Americana de Londres. Ela ganhou o seu BFA em 2005.

## Casamento e filhos
Tatiana Santo Domingo casou-se com Andrea Casiraghi em uma cerimônia de dois dias. A cerimônia civil ocorreu em 31 de agosto de 2013 no Palácio do Príncipe de Mônaco.
A segunda cerimônia foi realizada em Gstaad na Suíça, em 1º de fevereiro de 2014, onde casal organizou uma festa de fondue em que várias pessoas importantes da alta sociedade estavam presentes. Eles possuem três filhos: 
- Alexandre Andrea Stefano (Sacha) Casiraghi, nasceu em 21 de março de 2013 em Londres.
- India Julia Casiraghi, nasceu em 12 de abril de 2015[9]
- Maximilian Rainier (Max) Casiraghi, nasceu em 19 de abril de 2018 [10]

Como Tatiana e Andrea não eram casados quando Alexandre nasceu, ele não foi incluído na linha de sucessão ao trono monegasco. No entanto, devido ao casamento subsequente, o filho ocupa atualmente a quinta posição na linha de sucessão ao trono monegasco, sendo seguido por seus irmãos caçulas. Apesar de India (nascida em 2015), ter nascido antes de seu irmão Max (nascido em 2018), o menino está a sua frente na linha de sucessão ao trono monegasco, devido a preferência pelos herdeiros varões (mesmo que mais novos que suas irmãs) da lei sálica de Mônaco. 

## Vida Pública
Em 2010, Tatiana Santo Domingo renunciou à cidadania Estadunidense, de acordo com o Internal Revenue Service.
Antes do casamento com Andrea Casiraghi, ela já acompanhava o seu parceiro em alguns dos mais importantes eventos sociais em Mônaco, como o Bal de la Rose, a entronização do príncipe Alberto II de Mônaco e o Grande Prêmio de Mônaco. Também esteve presente no casamento do prícnipe reinante Alberto II de Mônaco e a Charlene Wittstock.
Ela é frequentemente vista em eventos sociais com as socialites: Eugenie Niarchos, Lauren Santo Domigo, Noor Fares, Giovana Battaglia, Marguerita Missoni, Alice Dellal, Bianca Brandolini, Dana Alikhani e sua cunhada Charlotte Casiraghi.